# Rotokakahi (fleuve)
Le fleuve Rotokakahi(en anglais : Rotokakahi River) est un cours d’eau de la région du  Northland dans l’Île du Nord de la Nouvelle-Zélande.

## Géographie
Il déroule son cours très sinueux essentiellement vers le sud-ouest à partir de son origine dans la chaîne de Maungataniwha et Il atteint la Mer de Tasman à 25 km au sud de la ville de Kaitaia. Son estuaire forme l’un des deux bras du Whangape Harbour (l’autre étant l’estuaire du fleuve Awaroa).
(en) Land Information New Zealand, « détail emplacement: Rotokakahi (fleuve) », sur New Zealand Gazetteer